# Bàn Sơn (Thiên Tân)
Bàn Sơn (giản thể: 盘山; phồn thể: 盤山; bính âm: Pán Shān) là một ngọn núi nằm ở huyện Kế Châu, thành phố Thiên Tân, Trung Quốc. Nó nằm cách trung tâm thành phố Thiên Tân khoảng 120 kilômét (75 mi) và cách thủ đô Bắc Kinh 90 kilômét (56 mi). Khu vực ngọn núi có diện tích 20 kilômét vuông, điểm cao nhất đạt 858 mét so với mực nước biển.